# KDE Plasma 5
KDE Plasma 5 — пятая версия среды рабочего стола, созданная сообществом KDE для систем Linux. KDE Plasma 5 является преемником KDE Plasma 4 и была впервые выпущена 15 июля 2014 года. Она содержит новую тему по умолчанию, известную как «Breeze», а также повышенную конвергенцию между различными устройствами. Графический интерфейс был полностью перенесен на QML, который использует OpenGL для аппаратного ускорения, что привело к повышению производительности и снижению энергопотребления.
В 2024 году состоялся релиз следующей версии рабочей среды — KDE Plasma 6.

## Обзор

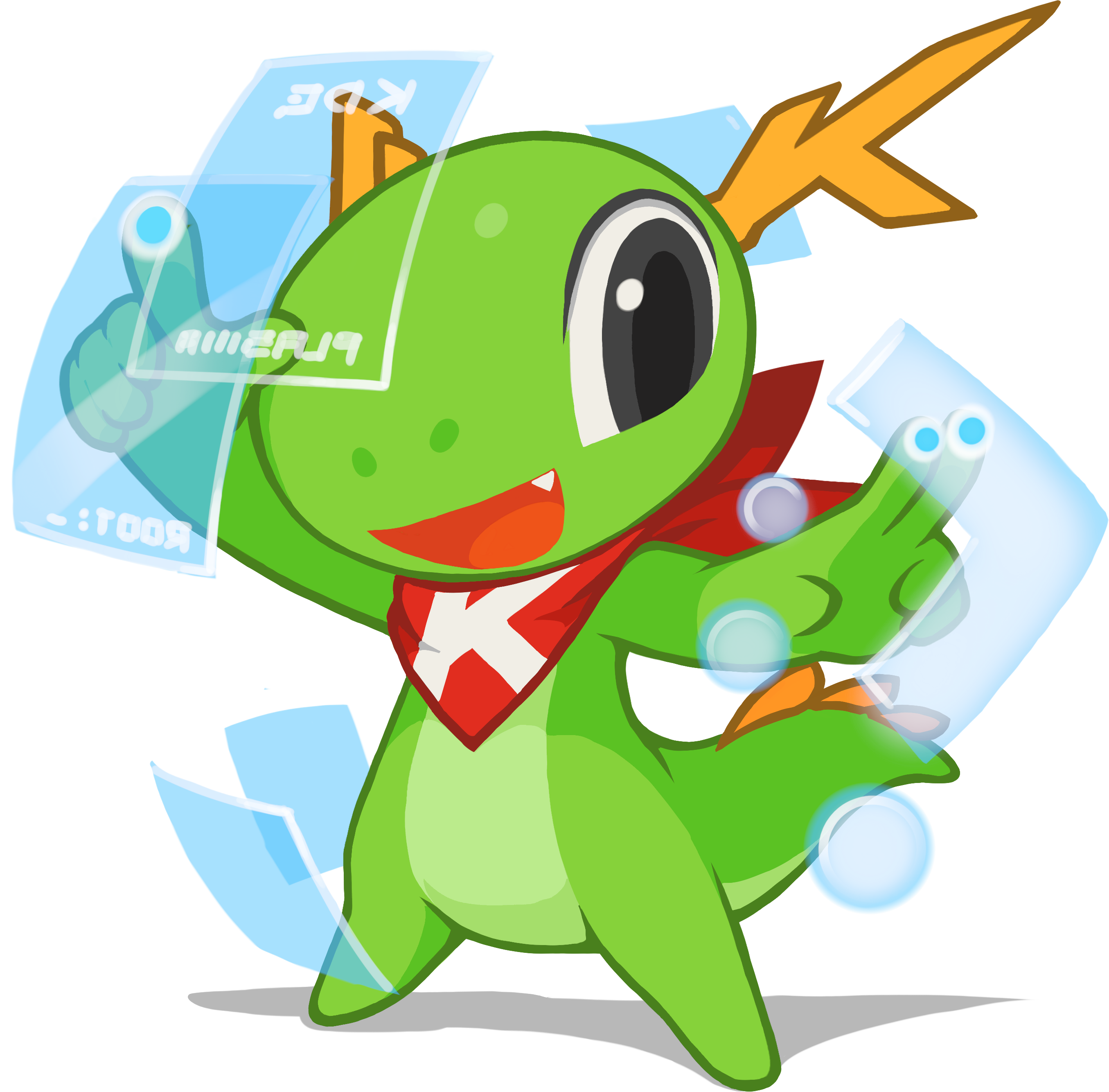
Обновлённый маскот KDE Konqi с рабочим окружением KDE Plasma 5

### Программная архитектура
KDE Plasma 5 строится с использованием Qt 5 и KDE Frameworks 5, преимущественно Plasma-framework.
Это улучшает поддержку HiDPI дисплеев и поставляет конфигурируемую графическую оболочку, которая может самостоятельно настраиваться в соответствии с используемым устройством. Plasma 5 также включает новую тему по умолчанию, которую называют Breeze. Изменения изнутри включают миграцию на новый, полностью аппаратно ускоренный графический стек с центром в OpenGL (ES) — на основе Canvas (GUI). Plasma 5 завершает миграцию KDE Plasma 4 на QtQuick. Qt 5 использует QtQuick 2 — аппаратно-ускоренный OpenGL (ES) scenegraph для составления и воспроизведения графики на экране, что позволяет разгружать вычислительно дорогие графические задачи рендеринга на GPU, освобождая ресурсы на главном процессоре быстрее и эффективнее.

### Система окон
Plasma 5 использует X Window System, но поддержка Wayland находится в разработке. Начальная поддержка Wayland была доступна в выпуске 5.4. Стабильная поддержка базовой сессии Wayland была предоставлена в версии 5.5 (декабрь 2015).

### Разработка
С момента разделения KDE Software Compilation на KDE Plasma, KDE Frameworks и KDE Applications каждый подпроект может развиваться в своем собственном темпе. KDE Plasma 5 имеет свой собственный график выпусков, с функциональными выпусками, каждые три-четыре месяца и исправлением ошибок в промежуточных месяцах.

## Функции рабочего стола
- KRunner — Функция поиска с несколькими доступными плагинами. В дополнение к быстрому запуску программ он ищет файлы, папки и выполняет другие задачи, такие как конвертация иностранной валюты и преобразования измерений. Он также функционирует как калькулятор[11].
- Activities — «Виртуальные рабочие столы», которые имеют собственные макеты и обои. Их можно называть и перемещать через меню Activities.
- Настройка рабочих столов, макетов и панелей на нескольких мониторах.
- Виджеты, называются «Плазмоиды», можно добавлять на панель или на рабочий стол.
- Файловый менеджер Dolphin — массовые (пакетные) переименования файлов, могут быть настроены через «сервисные меню», которые добавляют новые функции в контекстное меню[12].
- Управление сессиями.
- Spectacle — для создания скриншотов.

## История
Первый технологический предварительный просмотр Plasma 5 (в то время под названием «Plasma 2») был выпущен 13 декабря 2013 года. 15 июля 2014 года вышла первая версия — Plasma 5.0.
Весной 2015 года Plasma 5 заменила Plasma 4 во многих популярных дистрибутивах, таких как Fedora 22, Kubuntu 15.04, и openSUSE Tumbleweed.

### Выпуски
Функциональные выпуски выпускаются каждые четыре месяца (до 5.8 каждые три месяца) и выпуски исправления ошибок в промежуточных месяцах. После 5.8 LTS KDE планируется поддерживать каждую новую версию LTS в течение 18 месяцев с исправлениями ошибок, тогда как новые регулярные версии увидят улучшение функций.
| Выпуски Plasma 5                                                                                        | Выпуски Plasma 5 | Выпуски Plasma 5 |
| Версия                                                                                                  | Дата             | Основные изменения |
| --- | ---------------- | --- |
| 5.0 | 15 июл 2014      | Первая версия. |
| 5.1 | 15 окт 2014      | Перенесенны отсутствующие возможности из Plasma 4. |
| 5.2 | 27 янв 2015      | Новые компоненты: - BlueDevil (недоступная ссылка): интегация технологии Bluetooth в Plasma и KDE Applications. - KSSHAskPass (недоступная ссылка): front-end для ssh-add, который сохраняет пароль ssh ключа в KWallet. - Muon (недоступная ссылка): Набор инструментов управления пакетами для систем на основе Debian, используя индекс apt-xapian и алгоритм поиска Synaptic. - sddm-kcm.git (недоступная ссылка): конфигурационный модуль для тем SDDM - KScreen Архивная копия от 8 сентября 2014 на Wayback Machine: Новое программное обеспечение KDE для управления экраном. Хорошо интегрированы в KDE System Settings, использует KDE Daemon и KGlobalAccel; для этого есть libkscreen.git Архивная копия от 8 сентября 2014 на Wayback Machine. - kde-gtk-config.git (недоступная ссылка) GTK+ 2 и 3 style настройка стиля - KDecoration (недоступная ссылка): KDecoration2 — это библиотека на основе плагинов для создания декораций окон. Эти декорации окон могут быть использованы, например, менеджером окон на основе X11, который повторно воспроизводит окно клиента в рамку декорирования окна. |
| 5.3 | 28 апр 2015      | Технология предварительного просмотра Plasma Media Center. Новые апплеты Bluetooth и тачпад. Улучшенное управление питанием. |
| 5.4 | 25 авг 2015      | Начальная сессия Wayland, новый апплет громкости на основе QML и альтернативный полноэкранный лаунчер. |
| 5.5 | 8 дек 2015       | Улучшена поддержка Wayland. |
| 5.6 | 22 мар 2016      | Повышенна безопасность. |
| 5.7 | 5 июл 2016       | Wayland: «основные рабочие процессы теперь полностью функциональны». Автоматическая виртуальная клавиатура. |
| 5.8 LTS                                                                                                 | 4 окт 2016       | Версия с длинным сроком поддержки (LTS). |
| 5.9 | 31 янв 2017      | Улучшение работы Wayland, поддержка глобального меню. |
| 5.10 | 30 май 2017      | Улучшение эффективности. |
| 5.11 | 7 ноя 2017       | Редизайн параметров системы, история оповещений, добавлен Plasma Vaults, совершенствование Wayland. |
| 5.12 LTS                                                                                                | 6 фев 2018       | Повышенная стабильность и скорость. Совершенствование Wayland. |
| 5.13 | 12 июн 2018      | Интеграция с веб-браузерами, которые не относятся к KDE; новый экран блокировки и входа; улучшенный внешний вид Discover; новый диалог выбора макета экрана при подключении нового экрана. |
| 5.14 | 9 окт 2018       | Глобальная интеграция меню GTK. Совершенствование Wayland. |
| 5.15 | 12 фев 2019      | Wayland теперь поддерживает виртуальные рабочие столы, сенсорный drag-and-drop; и основы: XdgStable, XdgPopups и XdgDecoration протоколы теперь полностью реализованы. |
| 5.16 | 11 июн 2019      | Полностью переписана система уведомлений с функцией «Не беспокоить», группировка в истории, критические оповещения в полноэкранных приложениях и улучшенные оповещения о ходе передачи файлов; поддержка проприетарного драйвера NVIDIA на Wayland; полная поддержка VPN WireGuard; полная конфигурация сенсорной панели на X11 с Libinput; модернизированный экран входа, блокировки и выхода из системы; Совершенствование интерфейса в Plasma и Discover. |
| 5.17 | 15 окт 2019      | Ночной режим доступен для X11. Plasma теперь распознает, когда программа работает в полноэкранном режиме, и предотвращает появление всплывающих окон. Wayland: Plasma теперь поддерживает дробное масштабирование. |
| 5.18 LTS                                                                                                | 11 фев 2020      | Более простые настройки системы. Интерактивные уведомления. Эмодзи. Новые обои. Улучшена интеграция приложений GTK. |
| 5.19 | 9 июн 2020       | Новые виджеты системного мониторинга. Новое приложение «Инфоцентр». Улучшены визуальные эффекты и взаимодействие в системном трее. Часовые пояса отображаются во всплывающем окне часов. Встроенная функция ответа на уведомления от поддерживаемых приложений. Глобальная настройка скорости анимации. |
| 5.20 | 13 окт 2020      | S.M.A.R.T. мониторинг диска. В утилите "Системные настройки" появилась функция выделения изменённых настроек. Виджет "Диспетчер задач" теперь имеет новый альтернативный вид "Только иконки". Часы показывают дату по умолчанию. Произошел редизайн экранных меню. Больше опций и улучшений для переключения между задачами, сгруппированными Диспетчером задач. Добавлены сочетания клавиш для тайлинга окон в угол экрана. Регулируемый поканальный баланс звука. Щелкните средней кнопкой мыши значок уведомлений, чтобы войти в режим «Не беспокоить». Wayland: поддержка скринкастинга, общего буфера обмена, вставки со средней кнопкой мыши, миниатюр окон и регулировки скорости прокрутки. |
| 5.21 | 16 фев 2021      | Новое главное меню. Обновлённый вид заголовков окон. Гибридная тема Breeze Twilight. Новый системный монитор. Улучшения поддержки Wayland. Встроенный брандмауэр. Обновлённый вид настроек специальных возможностей. Обновлён виджет проигрывателя. Возможность поставить автоматические обновления. Закрепление KRunner. Регулировка уровня громкости микрофона в виджете громкости. |
| 5.22 | 8 май 2021       | Адаптивная прозрачность панели. Миниатюры открытых окон на панели задач. Улучшения поддержки Wayland. Меню быстрых настроек в Параметрах системы. Возможность выбрать отложенные обновления. Возможность изменить размер шрифта в виджете клейких заметок. Дизайн виджетов в системном лотке приведён к общему стилю. Возможность выбрать профиль аудиоустройства в виджете громкости. Многострочный текст в результатах поиска KRunner. |
| 5.23 | 14 окт 2021      | Обновлённая тема Breeze. Возможность выбрать свой цветовой акцент, если тема это поддерживает. Возможность отменить в течение 30 секунд изменения настроек экрана. Выбор уровня отправляемой телеметрии. Возможность закрепить главное меню Kickoff. Klipper теперь хранит до 20 записей из буфера обмена. Добавлена возможность менять уровень громкости отдельным приложениям в виджете Громкость. Улучшения поддержки Wayland. |
| 5.24 LTS                                                                                                | 8 фев 2022       | Сохранение информации о том, на каком экране было открыто приложение. Возможность выбрать произвольный цвет для цветового акцента. Важные уведомления теперь выделяются оранжевой полосой. Добавлена возможность поиска на разных языках в Параметрах системы. Переработана вкладка настройки раскладок клавиатуры. Справка по использованию модулей в KRunner. Поддержка входа по отпечатку пальца. Улучшена поддержка Wayland. |
| 5.25 | 14 июл 2022      | Плавающие (floating) панели. Цветовой акцент на основе обоев. Управление жестами в Wayland. Эффект "Обзор". Перемещение настроек экрана на другой. Эффект наложения при изменение тем и обоев. Анимационный эффект при вводе неверного пароля. Улучшена поддержка Wayland. |
| 5.26 | 11 окт 2022      | Новые приложения для Plasma Bigscreen. Изменение размеров pop-up плазмоидов. Компактный режим для главного меню Kickoff. Предпросмотр обоев. Разные обои в тёмной и светлой теме. Переназначение кнопок мыши. Переработка Ночной цветокоррекции. Улучшение поддержки Wayland. |
| 5.27 LTS                                                                                                | 14 фев 2023      | Добавлено мозаичное управление окнами (window tiling). Добавлено приветственное окно. Улучшена навигация по магазину Discover и системным настройкам. Исправлены многочисленные ошибки с мультимониторными конфигурациями, а также с работой в Wayland. Последний релиз в ветке Plasma 5, после которого началась подготовка к переходу на ветку Plasma 6 (с Qt 6) |
| Старая версия, не поддерживаетсяСтарая поддерживаемая версияТекущая версияТестовая версияБудущая версия |                  | |

## Галерея

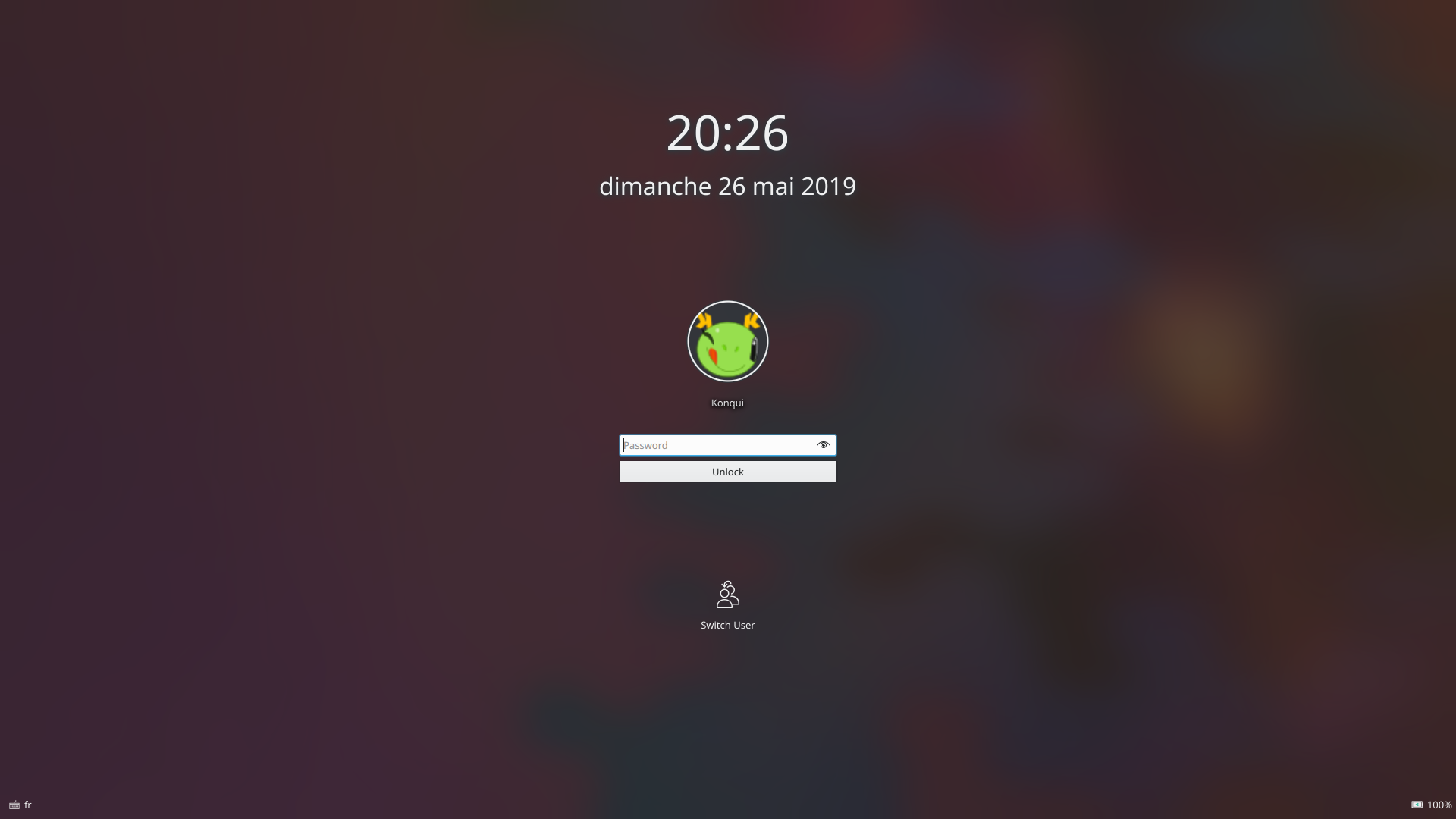
Стандартный экран выбора пользователя в KDE Plasma 5
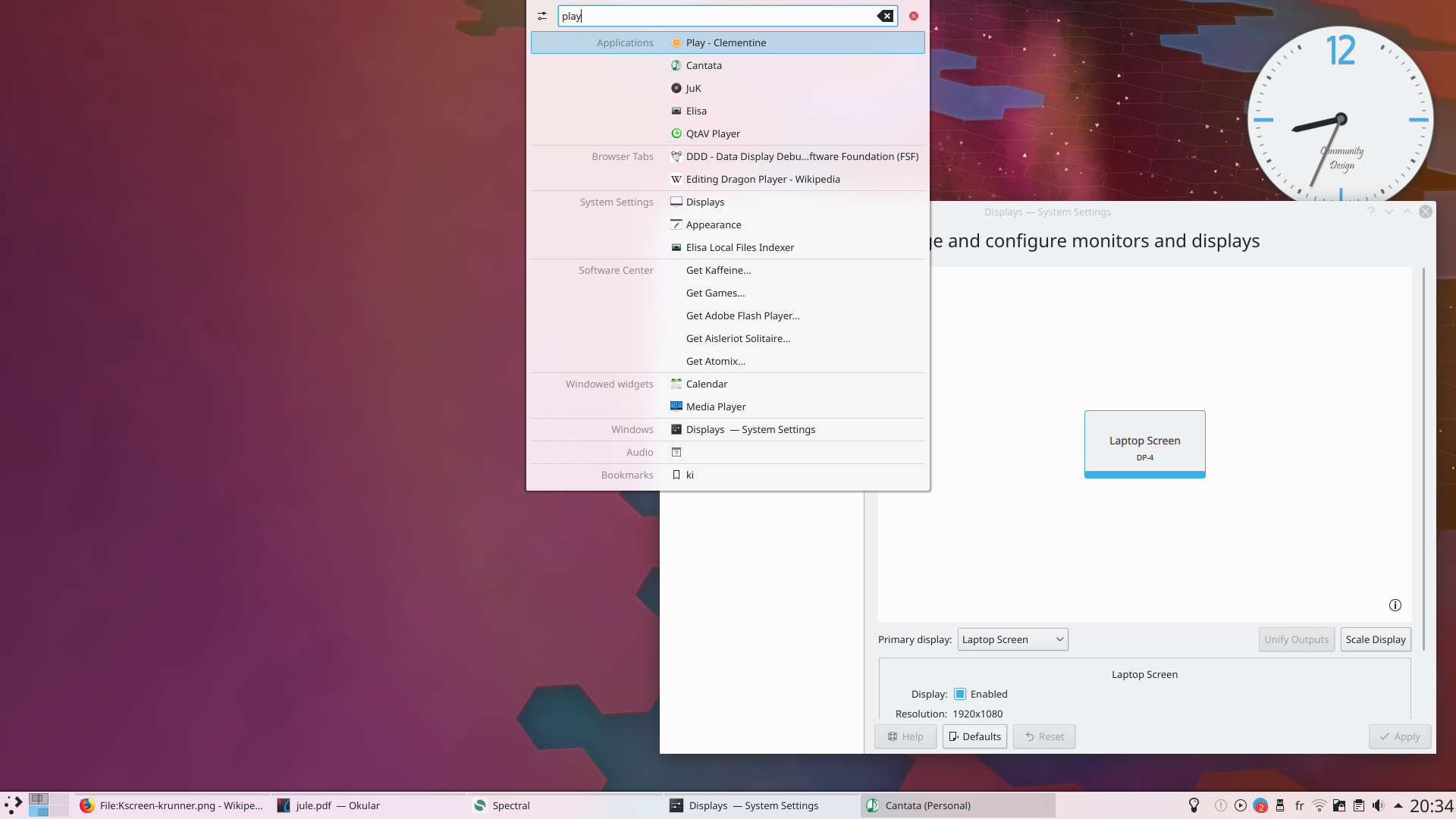
Plasma 5 выводит меню KRunner.
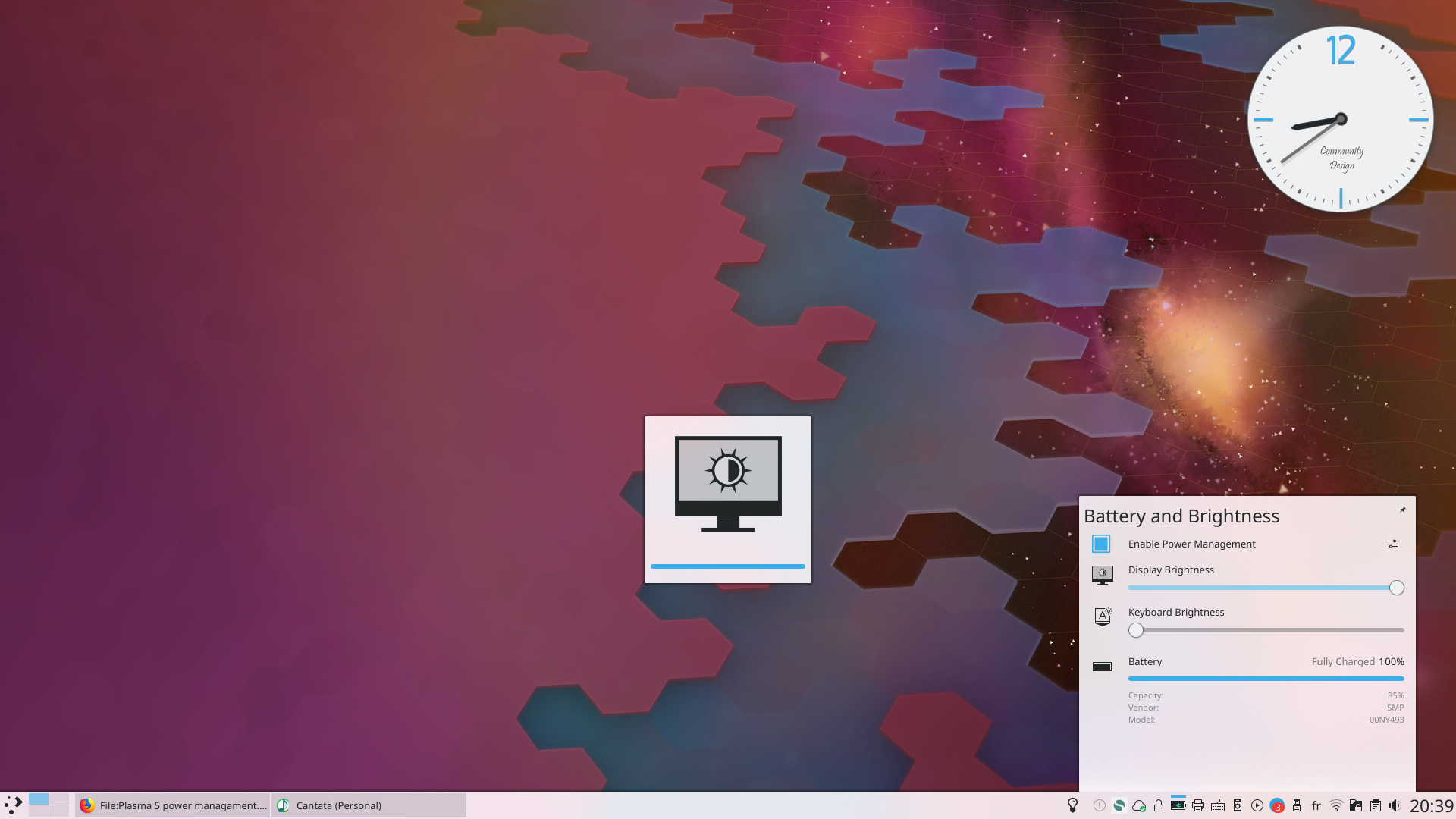
Утилита для управления питанием.
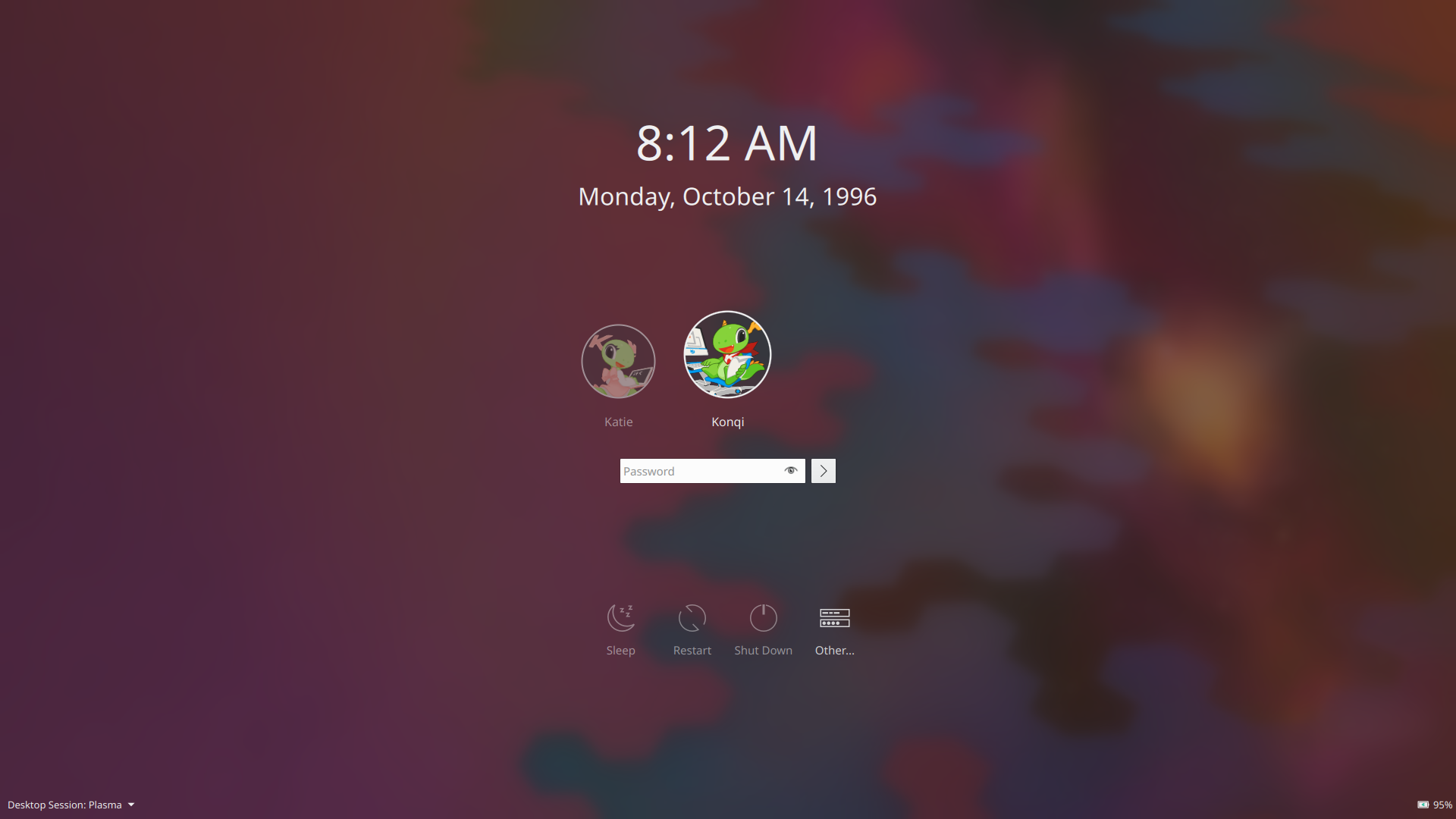
Экран входа с Plasma
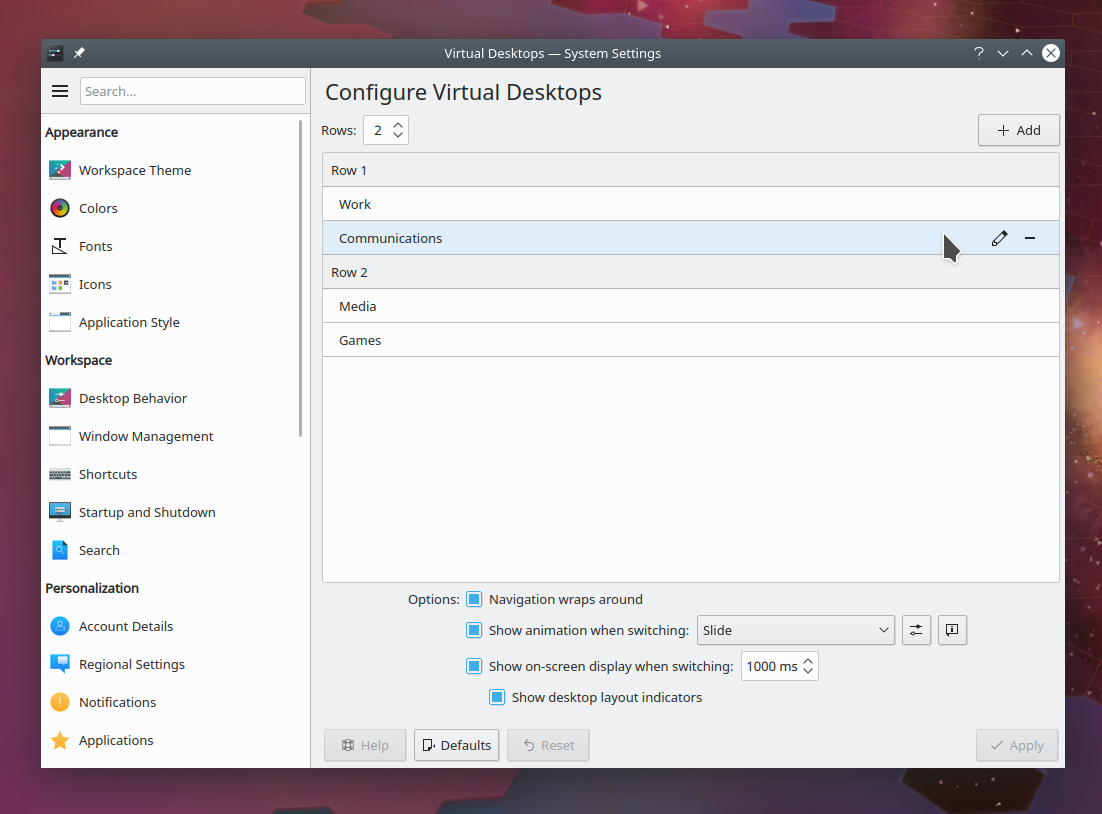
Параметры системы Plasma
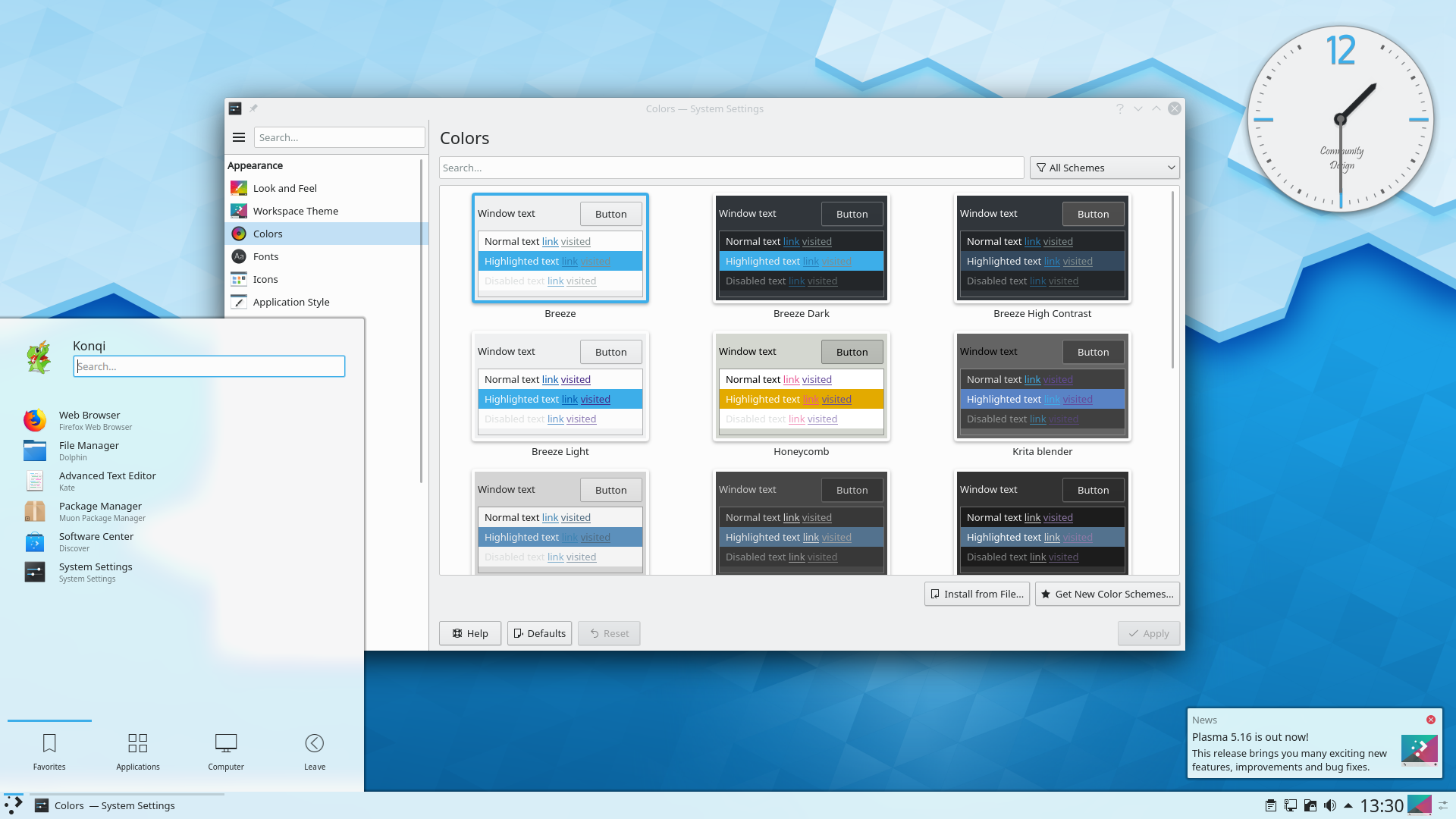
KDE Plasma 5.16